# Зоран Пажин
Зоран Пажин (Шибеник, 29. август 1966) црногорски је правник и политичар. Вршио је функцију министра правде и потпредседника владе од 28. новембра 2016. до 4. децембра 2020. године.
Дипломирао је на Правном факултету Универзитета у Београду, а потом је служио је као судија Основног суда у Подгорици. Он је независан политичар повезан са Демократском партијом социјалиста.